# Список герцогских родов Российской империи
Спи́сок ге́рцогских родо́в Росси́и.
В список включены роды и отдельные лица:
- возведённые российской властью в герцогское достоинство;
- иностранных герцогских родов, принявших российское подданство[1];
- российских родов, получивших герцогское достоинство иностранных государств;
- иностранных герцогских родов, состоявших на русской службе, но в российское подданство не вступавших.

## Герцогский титул в Доме Романовых
- Император Пётр III и его сын будущий император Павел I были владетельными герцогами Шлезвиг-Гольштейн-Готторпскими (нем. Herzog von Schleswig-Holstein-Gottorp)[2] в 1739—1762 и 1762—1773 гг. соответственно. После отказа в 1773 г. от владетельных прав на Гольштейн, император Павел I и все его преемники сохраняли в своём Полном титуле титулы Герцога Шлезвиг-Голстинского, Стормарнского, Дитмарсенского и Ольденбургского (см. 1 и 2).
- Супруги членов Дома Романовых, происходившие из некоторых германских владетельных домов, носили с рождения, помимо титула принцесс, ещё и титул герцогинь, каковой титул они сохраняли и в браке:
  - Герцогини Вюртембергские — Мария Фёдоровна и Елена Павловна;
  - Герцогини Саксонские — Анна Фёдоровна, Александра Иосифовна, Елизавета Маврикиевна и Виктория Фёдоровна;
  - Герцогиня Ольденбургская — Александра Петровна;
  - Герцогиня Мекленбург-Шверинская — Мария Павловна.

## Герцогские роды в Российской Империи (в порядке пожалования)
| Дата пожалования титула                                 | Титул | Кто жалован | Примечания |
| ------------------------------------------------------- | --- | --- | --- |
| 5 февраля 1442                                          | Герцог Чарторыжский (венг. Herceg Czartoryski) | Братья князья Михаил (?-до 1489), Иван (?—ок.1460) и Александр (?—1477) Васильевичи Чарторыйские | Получили герцогское достоинство от короля Владислава I Венгерского. Род существующий (потомство Михаила). |
| 10 декабря 1547                                         | Герцог Несвижский и Оликский (нем. Herzog von Nieswicz und von Olyka; пол. książę na Nieświeżu i Ołyce)                                           | Князь Николай Чёрный Радзивилл (1515—1565) | Пожалован императором Карлом V (одновременно с титулом князя Римской Империи) герцогским достоинством для старшего в роде . В 1549 г. титул утверждён королём Сигизмундом II Польским. Род существующий. |
| 30 мая 1707                                             | Светлейший Герцог Ижорский (Ижерский, Ижорской земли)                                                                                             | Александр Данилович Меншиков (1673—1729), князь Священной Римской империи | Пожалован царём Петром I (одновременно с титулом князя). Его дети именовались обыкновенно не князьями, а принцами. Лишён титулов 9 сентября 1727 г. В 1731 г. Высочайшим указом его сыну возвращено только княжеское достоинство без герцогского титула. Род угас в сентябре 1893 г. |
| 1727                                                    | Герцог фон Козель (нем. Herzog von Cosel) | Князь Александр Данилович Меншиков (1673—1729) | Пожалован выморочным (с 1532 г.) герцогством Козель в Силезии императором Карлом VI, именовавшим Меншикова в письме от 19/30 июля 1727 высокорождённым, любезным дядею (). Использование этого титула в роду Меншиковых не установлено. Род угас 27 сентября 1893 г. |
| 1786                                                    | Герцог Клеванский и Цукаусский (нем. Herzog von Klewan und von Zuckau; пол. książę na Klewaniu i Żukowie)                                         | Князь Адам-Казимир Чарторыйский (1734—1823) | Пожалован императором Иосифом II (одновременно с титулом князя Римской Империи) герцогским достоинством по королевству Галиция для старшего в роде. Род существующий (нынешний владелец титула князь Адам-Кароль, 7-й герцог). |
| 18 декабря 1852                                         | Князья Романовские Герцоги Лейхтенбергские с титулованием Императорское Высочество                                                                | Его Светлейшее Высочество Николай Максимилианович 4-й медиатизированный герцог Лейхтенбергский (1843—1890), его братья Евгений (1847—1901), Сергей (1849—1877), Георгий (1852—1912) Максимилиановичи и их сёстры Мария (1841—1914) и Евгения (1845—1925) Максимилиановны фон Лейхтенберг — все с титулованием Светлость | Герцогское достоинство получено 14 ноября 1817 г. от короля Максимилиана I Баварского. После смерти герцога Максимилиана Лехтенбергского, с 1845 г. постоянно проживавшего в России, его детям императором Николаем I был присвоен титул Императорских Высочеств Князей Романовских (с сохранением титула Герцогов Лейхтенбергских) со включением в число членов Императорского Дома, а владения в Баварии были проданы. |
| 1884                                                    | Герцог ди Монтельфи (итал. duca di Montelfi) | Николай Алексеевич Столыпин (08.10.1843 — 04.11.1898) | Сын Алексея Григорьевича Столыпина (1805—1847) и Марии Васильевны, урожд. княжны Трубецкой (1819—1895). Камер-юнкер, некоторое время служил по Отделению богоугодных заведений. Жил, в основном, во Флоренции. Герцогское достоинство получено от короля Умберто I Итальянского. Разрешение на ношение герцогского титула в Российской Империи не испрашивал. Н.А. Столыпин был холостяком и титул угас с его беспотомственной смертью 4 ноября 1898 г. |
| 16/28 августа 1889                                      | Светлейшая герцогиня Лейхтенбергская | Графиня Зинаида Дмитриевна Богарнэ (1856—1899) | Именным Высочайшим указом морганатической супруге князя Евгения Романовского 5-го (титулярного) герцога Лейхтенбергского предоставлено именоваться герцогиней Лейхтенбергской с титулованием Светлостью. Титул угас с её беспотомственной смертью 4/16 июня 1899 г. |
| 11/23 ноября 1890                                       | Светлейший герцог Лейхтенбергский | Сыновья князя Николая Максимилиановича Романовского 4-го герцога Лейхтенбергского Николай (1868-1928) и Георгий Николаевичи (1872—1929) | Высочайшим указом воспитанникам (детям, родившимся до морганатического брака) князя Н.М. Романовского герцога Лейхтенбергского предоставлено право пользоваться титулом герцогов Лейхтенбергских с наименованием Светлости, но с совершенным отделением от Императорской фамилии. Род существующий. |
| не позднее 1906                                         | Князья и герцоги Сангушки (пол. Sanguszko) | | Титул упомянут в гербовнике Дурасова. Род существующий. |
| 31 августа 1911 (в Испании) и 2 октября 1916 (в России) | Принц Анжуйский Герцог де Дураццо (исп. Principe D’Anjou, Duque de Durazzo) с титулованием Высочество                                             | Василий Алексеевич Дурасов (1887—1971) | Добился признания своего происхождения от герцогов Дураццо (ветви французского Анжу-Сицилийского дома, владевшего Дураццо в 1268—1333 гг., но, как полагают, угасшего 19 сентября 1356 г.), что в 1911 г. было официально подтверждено королём Альфонсом XIII Испанским, признавшим за ним титулы Принца Анжуйского, Герцога де Дураццо, Графа де Гравина и де Альба, Господина чести горы Святого Ангела (исп. Principe D’Anjou, Duque de Durazzo, Conde de Gravina y de Albe, Senor de Onor del Monte Sant’Angelo) с именем Базилио Д’Анжу Дурассов (исп. Basilio D’Anjou Durassow). Титул и герб признаны английской Геральдической Коллегией 6 марта 1914 г. В России Высочайшим повелением 14 апреля 1916 г. ему было дозволено пользоваться фамилией Дурасов-Дураццо-Анжуйский (без герцогского титула), а 2 октября 1916 г. — титулом Принц Анжуйский Герцог де Дураццо с титулованием Высочество(Handbuch des Adels (1953) (недоступная ссылка)). Подтверждения также были получены от папы римского (1911), от Палаты депутатов Неаполя (1912) и во Франции (1921) . Титул угас с его беспотомственной смертью 3 января 1971 г. |
| лето 1914                                               | Герцог Мекленбург-Стрелицкий с титулованием Его Великогерцогское Высочество ()                                                                    | Герцог Михаил Георгиевич Мекленбург-Стрелицкий (1863—1934) | Герцогское достоинство пожаловано этому дому 1 июля 1348 г. императором Священной Римской империи Карлом IV. Урождённый Карл-Михаил-Вильгельм-Август-Александр герцог Мекленбург-Стрелицкий постоянно проживал в России, где был известен как Михаил Георгиевич принц Мекленбург-Стрелицкий. Вступил в русское подданство в 1914 г. Титул угас с его беспотомственной смертью 6 декабря 1934 г. |
| 23 августа 1914                                         | Принцесса Саксен-Альтенбургская Герцогиня Саксонская с титулованием Её Высочество (нем. Prinzessin von Sachsen-Altenburg Herzogin von Sachsen     | Елена Георгиевна вдовствующая принцесса Саксен-Альтенбургская (1857—1936) | Урождённая Хелена-Мария-Александра-Елизавета-Августа-Катерина герцогиня Мекленбург-Стрелицкая; сестра предыдущего. С 13 декабря 1891 г. супруга Альберта принца Саксен-Альтенбургского герцога Саксонского. После его смерти 22 мая 1902 г. вернулась в Россию и вступила в 1914 г. в русское подданство. Титул угас с её беспотомственной смертью 28 декабря 1936 г. |
| 18 июля 1929                                            | Светлейший герцог Мекленбургский граф Карлов (нем. Herzog zu Mecklenburg, Graf zu Carlow) с титулованием Светлейшее Высочество (нем. Durchlaucht) | Граф Георг-Александр-Михаэль-Фридрих-Вильгельм-Альберт-Теодор-Франц (Георгий Георгиевич) фон Карлов (1899—1963) | Единственный сын постоянно проживавшего в России Георгия Георгиевича герцога Мекленбург-Стрелицкого от морганатического брака. С рождения и до 18 декабря 1950 г. носил титул графа (фон) Карлова. 11 сентября 1928 г. был усыновлён своим дядей и главой Мекленбург-Стрелицкого дома Карлом-Михелем. Вследствие усыновления принял фамилию фон Мекленбург (нем. von Mecklenburg) и титул Герцог Мекленбургский с титулованием Светлейшее Высочество, что и было утверждено Кириллом Владимировичем в 1929 г. С 6 декабря 1934 г. являлся главой Мекленбург-Стрелицкого дома. Род существующий. |

## Герцогские роды, состоявшие на русской службе, но не вступавшие в русское подданство
| Дата пребывания в русской службе | Титул                                                                                     | Кто жалован | Примечания |
| -------------------------------- | ----------------------------------------------------------------------------------------- | --- | --- |
| 1700                             | «Герцог Крои»                                                                             | Карл-Евгений де Круа (фр. Charles Eugène de Croy/Croÿ Prince de Croy-Millendonck) (1651—1702)                         | Из ветви Круа-Ре (Croÿ-Roeulx) нидерландского рода Круа. В действительности титул 5-го герцога де Круа в это время (с 1684 г.) принадлежал его двоюродному брату Фердинанду-Гастону-Ламоралю (1641—1720), а Карл-Евгений носил титул 2-го князя де Миллендонк (фр. Prince de Millendonck), который он наследовал в 1681 г. после смерти своего отца. Состоял на русской службе в звании генерал-фельдмаршала 2 ½ месяца (1700). Умер без потомства 20(30) января 1702 г. (Д. Н. Биографии российских генералиссимусов и генерал-фельдмаршалов (недоступная ссылка))                                                                              |
| 1730—1740                        | Владетельный герцог Курляндский и Семигальский (нем. Herzog von Kurland und Semgallen)    | Эрнст Иоганн фон Бирон (нем. Ernst Johann von Biron) (1690—1772)                                                      | Состоял на русской службе с 1730 г. Избран герцогом Курляндии в июне 1737 г., но постоянно проживал с семьёй в России, где и был арестован 19 ноября 1740 г. В приговоре 11 апреля 1741 г. назван «бывшим герцогом Курляндским». Герцогство возвращено ему в 1763 г. Род существующий, но утративший 28 марта / 10 апреля 1795 г. владетельные права на Курляндию (при сохранении титула). |
| 1790—1814 (с перерывами)         | Герцог де Ришельё и де Фронзак (фр. duc de Richelieu et de Fronsac)                       | Арман-Эммануэль София-Септимани де Виньеро дю Плесси герцог де Ришельё (1766—1822))                                   | Титулы пожалованы соответственно 26 ноября 1629 г. и в 1634 г. королём Людовиком XIII Французским кардиналу Ришельё. В 1657 г. и 1674 г. соответственно титулы перешли к его внучатому племяннику Арману-Жану де Виньеро дю Плесси, правнук которого А.-Э. дю Плесси, носивший в 1766—1788 г. титул графа де Шинон, а затем с 1788 г. — титул герцога де Фронзак, и наследовавший в феврале 1791 г. своему отцу как 5-й герцог де Ришельё, эмигрировал из Франции, и состоял в русской службе в 1790—1796, 1797—1800 и 1803—1814 гг. В России известен как Эммануил Осипович де Ришельё с титулом Дюк Ришельё. Титул угас окончательно в 1952 г. |
| 1796—1799                        | Дюк Брольо (фр. duc de Broglie)                                                           | Виктор-Франсуа де Брольи 2-й герцог де Брольи (фр. Victor-François, duc de Broglie) (1718—1804)                       | Наследовал 22 мая 1745 г. титул своего отца, пожалованный тому в 1742 г. королём Людовиком XV Французским. Князь Священной Римской империи (1759). Эмигрировал в 1789 г. из Франции и состоял под именем Дюка Виктора-Франциска Брольо на русской службе (1796—1799) в звании генерал-фельдмаршала (с 26 октября 1797 г.). Род существующий (). |
| 1808—1917                        | Герцог Ольденбургский (нем. Herzog von Oldenburg) с титулованием Императорское Высочество | Его Императорское Высочество Петер-Фридрих-Георг (Георгий Петрович) Герцог Ольденбургский (1784—1812) и его потомство | Постоянно проживавшие в России с 1808 г. и состоявшие на русской службе представители младшей линии Великогерцогского Ольденбургского дома. В России именовались принцами Ольденбургскими с титулованием Императорское Высочество, полученным 18 апреля 1809 г. Род угас 6 сентября 1932 г. |
| 1851—1917                        | Герцог Мекленбург-Стрелицкий (нем. Herzog von Mecklenburg-Strelitz)                       | Георг-Август-Эрнест-Адольф-Карл-Людвиг Герцог Мекленбург-Стрелицкий (1824—1876) и его дети                            | Постоянно проживавшие в России и состоявшие с 1851 г. на русской службе представители младшей линии Великогерцогского Мекленбург-Стрелиц дома. В России именовались принцами Мекленбург-Стрелицкими. В начале XX в. двое из них (Михаил Георгиевич и его сестра Елена Георгиевна) вступили в русское подданство (см. выше). Род угас 6 декабря 1934 г. (в женском поколении 28 августа 1936 г.). |